# Rhinochelys
Rhinochelys (лат.) — род вымерших морских черепах из семейства протостегид (Protostegidae), хотя некоторые авторы относили его к семейству Desmatochelyidae.
Ископаемые остатки представителей рода найдены в меловых отложениях (122,46—85,8 млн лет назад) Великобритании, Германии, Ливана и Франции.

## Классификация
По данным сайта Paleobiology Database, на август 2019 года в род включают 5 вымерших видов и множество синонимов:
- Rhinochelys amaberti Moret, 1935
- Rhinochelys cantabrigiensis Lydekker, 1889 [syn. Rhinochelys cardiocephalus Seeley, 1869, Rhinochelys dayi Seeley, 1869, Rhinochelys eurycephalus Seeley, 1869, Rhinochelys jessoni Lydekker, 1889, Rhinochelys platyrhinus Seeley, 1869, Rhinochelys rheporhinus Seeley, 1869, Rhinochelys sphenicephalus Seeley, 1869]
- Rhinochelys elegans Lydekker, 1889 [syn. Rhinochelys brachyrhina Lydekker, 1889, Rhinochelys macrorhina Lydekker, 1889, Rhinochelys mastocephalus Seeley, 1869, Rhinochelys stenicephalus Seeley, 1869]
- Rhinochelys nammourensis Tong et al., 2006[4]
- Rhinochelys pulchriceps Owen, 1842 [syn. Rhinochelys dacognathus Seeley, 1869]